# Copa Africana de Naciones de Futsal
La Copa Africana de Naciones de Futsal  (Anteriormente llamado Campeonato Africano de Futsal) es el torneo continental de las selecciones africanas de futsal. Se celebró por primera vez en 1996 jugándose cada cuatro años.
El torneo sirve como clasificación para la Copa Mundial de fútbol sala de la FIFA.

## Historia
La primera edición se celebró en 1996, y Egipto se proclamó campeón por primera vez en el continente. Egipto dominó la competición y ganó tres títulos consecutivos, antes de perder la final de 2008 contra Libia.
La CAF anunció la cancelación del Campeonato Africano de Futsal 2011. Burkina Faso renunció a organizar el evento, que debía comenzar a principios de abril, y no se pudo encontrar un sustituto, por lo que el campeonato no se celebró.
Marruecos ganó las ediciones de 2016, 2020 y 2024, convirtiéndose en la segunda nación después de Egipto en ganar títulos consecutivos.

## Palmarés
| Año                                 | Sede                | Campeón          | Final Resultado  | Subcampeón       | Tercer lugar               | Resultado                  | Cuarto lugar               |
| ----------------------------------- | ------------------- | ---------------- | ---------------- | ---------------- | -------------------------- | -------------------------- | -------------------------- |
| Campeonato Africano de Futsal       |                     |                  |                  |                  |                            |                            |                            |
| 1996                                | Egipto              | Egipto           | liga             | Ghana            | Zimbabue                   | liga                       | Somalia                    |
| 2000                                | Egipto              | Egipto           | liga             | Marruecos        | Libia                      | liga                       | Sudáfrica                  |
| 2004                                | Egipto y Mozambique | Egipto           | 10–2 3–5         | Mozambique       | y Marruecos y Guinea-Bisáu | y Marruecos y Guinea-Bisáu | y Marruecos y Guinea-Bisáu |
| 2008                                | Libia               | Libia            | 4–3 (pró.)       | Egipto           | Marruecos                  | 4–1 (pró.)                 | Mozambique                 |
| 2011                                | Burkina Faso        | Torneo Cancelado | Torneo Cancelado | Torneo Cancelado | Torneo Cancelado           | Torneo Cancelado           | Torneo Cancelado           |
| Copa Africana de Naciones de Futsal |                     |                  |                  |                  |                            |                            |                            |
| 2016                                | Sudáfrica           | Marruecos        | 3-2              | Egipto           | Mozambique                 | 5-5 (pró.) (2-1 p)         | Zambia                     |
| 2020                                | Marruecos           | Marruecos        | 5-0              | Egipto           | Angola                     | 2-0                        | Libia                      |
| 2024                                | Marruecos           | Marruecos        | 5-1              | Angola           | Libia                      | 2-2 (pró.) (3-1 p)         | Egipto                     |

## Título por países
En cursiva, se indica el torneo en que el equipo fue local.
| Equipo       | Campeón              | Subcampeón           | Tercer lugar   | Cuarto lugar |
| ------------ | -------------------- | -------------------- | -------------- | ------------ |
| Egipto       | 3 (1996, 2000, 2004) | 3 (2008, 2016, 2020) |                | 1 (2024)     |
| Marruecos    | 3 (2016, 2020, 2024) | 1 (2000)             | 2 (2004, 2008) |              |
| Libia        | 1 (2008)             |                      | 2 (2000, 2024) | 1 (2020)     |
| Mozambique   |                      | 1 (2004)             | 1 (2016)       | 1 (2008)     |
| Angola       |                      | 1 (2024)             | 1 (2020)       |              |
| Ghana        |                      | 1 (1996)             |                |              |
| Guinea-Bisáu |                      |                      | 1 (2004)       |              |
| Zimbabue     |                      |                      | 1 (1996)       |              |
| Somalia      |                      |                      |                | 1 (1996)     |
| Sudáfrica    |                      |                      |                | 1 (2000)     |
| Zambia       |                      |                      |                | 1 (2016)     |

## Desempeño
| Equipo            | 1996 | 2000 | I/V 2004 | 2008 | 2016 | 2020 | 2024 | Años |
| ----------------- | ---- | ---- | -------- | ---- | ---- | ---- | ---- | ---- |
| Angola            | ×    | ×    | ×        | R1   | R1   | 3º   | 2º   | 4    |
| Camerún           | ×    | ×    | ×        | R1   | •    | ×    | ×    | 1    |
| RD Congo          | 5º   | ×    | ×        | ×    | ×    | ×    | ×    | 1    |
| Egipto            | 1º   | 1º   | 1º       | 2º   | 2º   | 2º   | 4º   | 7    |
| Guinea Ecuatorial | ×    | ×    | ×        | ×    | ×    | R1   | ×    | 1    |
| Ghana             | 2º   | ×    | ×        | ×    | ×    | ×    | R1   | 2    |
| Guinea            | ×    | ×    | ×        | ×    | ×    | R1   | ×    | 1    |
| Guinea-Bisáu      | ×    | ×    | 4º       | ×    | ×    | ×    | ×    | 1    |
| Libia             | ×    | 3º   | ×        | 1º   | R1   | 4º   | 3º   | 5    |
| Mauritania        | ×    | ×    | ×        | ×    | ×    | ×    | R1   | 1    |
| Mauricio          | ×    | ×    | ×        | ×    | ×    | §    | ×    | 1    |
| Marruecos         | ×    | 2º   | 3º       | 3º   | 1º   | 1º   | 1º   | 6    |
| Mozambique        | ×    | ×    | 2º       | 4º   | 3º   | R1   | •    | 4    |
| Namibia           | ×    | ×    | ×        | ×    | ×    | ×    | R1   | 1    |
| Nigeria           | ×    | ×    | ×        | R1   | ×    | ×    | ×    | 1    |
| Somalia           | 4º   | ×    | ×        | ×    | ×    | ×    | ×    | 1    |
| Sudáfrica         | ×    | 4º   | R1       | R1   | R1   | ••   | ×    | 4    |
| Túnez             | ×    | ×    | ×        | R1   | R1   | ×    | ×    | 2    |
| Zambia            | ×    | ×    | ×        | R1   | 4º   | •    | R1   | 3    |
| Zimbabue          | 3º   | ×    | ×        | ×    | ×    | ×    | ×    | 1    |
| Total             | 5    | 4    | 5        | 10   | 8    | 8    | 8    |      |

### Simbología
| - 1º – Campeón - 2º – Finalista - 3º – 3º Lugar - 4º – 4º Lugar - SF – Semifinales - 5º – Quinto lugar - R1 – Primera ronda | - Q – Clasificado - × – No participó - • – No clasificó - × – Se retiró / Prohibido / Entrada no aceptada por la FIFA - •• – Clasificó, pero se retiró antes del inicio - § – Clasificó, pero se retiró después del inicio - – Anfitrión |

## Clasificación general
- Actualizado a la edición 2024.

| Pos. | Equipo            | Parts. | PJ | PG | PE | PP | GF  | GC  | DF   | Pts. |
| ---- | ----------------- | ------ | -- | -- | -- | -- | --- | --- | ---- | ---- |
| 1    | Egipto            | 7      | 31 | 21 | 5  | 5  | 191 | 84  | +107 | 68   |
| 2    | Marruecos         | 6      | 25 | 19 | 1  | 5  | 124 | 51  | +73  | 58   |
| 3    | Libia             | 5      | 22 | 12 | 3  | 7  | 73  | 64  | +9   | 39   |
| 4    | Mozambique        | 6      | 20 | 9  | 3  | 8  | 79  | 68  | +11  | 30   |
| 5    | Angola            | 4      | 17 | 8  | 1  | 8  | 69  | 65  | +4   | 25   |
| 6    | Zambia            | 3      | 11 | 3  | 2  | 7  | 42  | 70  | -28  | 11   |
| 7    | Ghana             | 2      | 7  | 3  | 0  | 4  | 50  | 33  | +17  | 9    |
| 8    | Zimbabue          | 1      | 4  | 2  | 1  | 1  | 21  | 16  | +5   | 7    |
| 9    | Túnez             | 2      | 7  | 2  | 0  | 5  | 19  | 24  | -5   | 6    |
| 10   | Sudáfrica         | 4      | 12 | 2  | 0  | 10 | 33  | 102 | -69  | 6    |
| 11   | Nigeria           | 1      | 4  | 1  | 1  | 2  | 9   | 12  | -3   | 4    |
| 12   | Mauritania        | 1      | 3  | 1  | 0  | 2  | 15  | 16  | -1   | 3    |
| 13   | Guinea Ecuatorial | 1      | 3  | 1  | 0  | 2  | 6   | 12  | -6   | 3    |
| 14   | Guinea            | 1      | 3  | 1  | 0  | 2  | 8   | 17  | -9   | 3    |
| 15   | Camerún           | 1      | 4  | 0  | 1  | 3  | 6   | 22  | -16  | 1    |
| 16   | Somalia           | 1      | 4  | 0  | 1  | 3  | 5   | 31  | -26  | 1    |
| 17   | RD Congo          | 1      | 4  | 0  | 1  | 3  | 14  | 45  | -31  | 1    |
| 18   | Guinea-Bisáu      | 1      | 0  | 0  | 0  | 0  | 0   | 0   | 0    | 0    |
| 19   | Mauricio          | 1      | 3  | 0  | 0  | 3  | 2   | 10  | -8   | 0    |
| 20   | Namibia           | 1      | 3  | 0  | 0  | 3  | 12  | 26  | -14  | 0    |

## Desempeño en mundiales
| Equipo     | 1989 | 1992 | 1996 | 2000 | 2004 | 2008 | 2012 | 2016 | 2021 | 2024 | Total |
| ---------- | ---- | ---- | ---- | ---- | ---- | ---- | ---- | ---- | ---- | ---- | ----- |
| Argelia    | R1   |      |      |      |      |      |      |      |      |      | 1     |
| Angola     |      |      |      |      |      |      |      |      | R1   | R1   | 2     |
| Egipto     |      |      | R1   | R2   | R1   | R1   | R2   | QF   | R1   |      | 7     |
| Libia      |      |      |      |      |      | R1   | R1   |      |      | R1   | 3     |
| Marruecos  |      |      |      |      |      |      | R1   | R1   | QF   | QF   | 4     |
| Mozambique |      |      |      |      |      |      |      | R1   |      |      | 1     |
| Nigeria    |      | R1   |      |      |      |      |      |      |      |      | 1     |
| Zimbabue   | R1   |      |      |      |      |      |      |      |      |      | 1     |

### Simbología
| - 1º – Campeón - 2º – Finalista - 3º – 3º Lugar - 4º – 4º Lugar - QF – Cuartos de final | - R2 — Segunda ronda - R1 — Primera ronda - — Anfitrión - – No era miembro CAF - q — Clasificado |